# Mastigaphoides haffneri
Mastigaphoides haffneri är en insektsart som beskrevs av Weidner 1965. Mastigaphoides haffneri ingår i släktet Mastigaphoides och familjen vårtbitare. Inga underarter finns listade i Catalogue of Life.